# Monophorus
Monophorus is een geslacht van slakken uit de familie van de Triphoridae. De wetenschappelijke naam van de soort werd voor het eerst geldig gepubliceerd in 1877 door Giuseppe Granata Grillo. Philippe Bouchet publiceerde in 1985 een nieuwe beschrijving van het geslacht.

## Soorten[4]
- Monophorus alboranensis Rolán & Peñas, 2001
- Monophorus amicitiae Romani, 2015
- Monophorus angasi (Crosse & P. Fischer, 1865)
- Monophorus ateralbus Rolán & Fernández-Garcés, 1994
- Monophorus atratus (Kosuge, 1962)
- Monophorus australicus B. A. Marshall, 1983
- Monophorus caracca (Dall, 1927)
- Monophorus cinereus (Hedley, 1902)
- Monophorus constrictus (Laseron, 1958)
- Monophorus diminutus (Laseron, 1958)
- Monophorus episcopalis (Hervier, 1898)
- Monophorus erythrosoma (Bouchet & Guillemot, 1978)
- Monophorus fascelinus (Suter, 1908)
- Monophorus graphius (Kosuge, 1963)
- Monophorus hopensis (Laseron, 1958)
- Monophorus insertus (Marwick, 1928) †
- Monophorus iwaotakii (Kosuge, 1963)
- Monophorus lucidulus (Hervier, 1898)
- Monophorus micans (Laseron, 1958)
- Monophorus monachus (Hervier, 1898)
- Monophorus monocelha M. Fernandes & Araya, 2019
- Monophorus nigrofuscus (A. Adams, 1854)
- Monophorus nitidus (Kosuge, 1963)
- Monophorus olivaceus (Dall, 1889)
- Monophorus pantherinus Rolán & Peñas, 2001
- Monophorus perversus (Linnaeus, 1758)
- Monophorus puniceus (Kosuge, 1963)
- Monophorus quadrimaculatus (Hervier, 1898)
- Monophorus renauleauensis Landau, Ceulemans & Van Dingenen, 2018 †
- Monophorus rufulus (R. B. Watson, 1886)
- Monophorus stiparus (Laseron, 1958)
- Monophorus strictus (Laseron, 1958)
- Monophorus subaurus (Laseron, 1958)
- Monophorus tessellatus (Kosuge, 1963)
- Monophorus testaceus (Kosuge, 1963)
- Monophorus thiriotae Bouchet, 1985
- Monophorus tubularis (Laseron, 1958)
- Monophorus verdensis F. Fernandes & Rolán, 1988
- Monophorus verecundus M. Fernandes & Pimenta, 2020

### Synoniemen
- Monophorus fascelina (Suter, 1908) => Monophorus fascelinus (Suter, 1908)